# Renate Jürgens-Pieper
Pour les articles homonymes, voir Jürgens et Pieper.
Renate Jürgens-Pieper, née le 5 avril 1951 à Brunswick, est une femme politique allemande membre du Parti social-démocrate d'Allemagne (SPD).
Après avoir quitté le SPD pour les Verts dans les années 1980, elle est nommée secrétaire d'État du ministère de l'Éducation de Basse-Saxe en 1990, avec l'arrivée au pouvoir de la coalition rouge-verte de Gerhard Schröder, et le reste jusqu'à ce que Schröder en fasse sa ministre régionale de l'Éducation, huit ans plus tard. Elle avait quitté le parti écologiste quatre ans auparavant.
Elle conserve ce poste durant les cinq années de la législature, puis quitte le gouvernement à la suite de la victoire du centre droit aux régionales de 2003. Quatre ans plus tard, elle est choisie comme sénatrice pour l'Éducation du Land de Brême dans la nouvelle coalition rouge-verte de Jens Böhrnsen, poste qu'elle occupe jusqu'en 2012.

## Éléments personnels

### Formation et carrière
Elle passe son Abitur en 1970 à Brunswick, puis suit des études supérieures de biologie et de chimie à l'université technique Carolo-Wilhelmina de Brunswick, où elle obtient cinq ans plus tard son premier diplôme pédagogique d'État, se spécialisant pour l'enseignement supérieur. Après avoir accompli, de 1976 à 1977, la période de stage requise à Wolfsbourg, elle obtient son second diplôme pédagogique d'État.
Malgré le fait que son diplôme l’ait avant tout formé pour le supérieur, elle dispose, de 1977 à la fin de sa carrière, en 1990, d’un poste de professeur de l’enseignement secondaire à Brunswick. En 2003, elle est engagée par la fondation Friedrich-Ebert, où elle travaille pendant quatre ans.

## Parcours politique

### La navette militante
En 1972, elle adhère au Parti social-démocrate d'Allemagne (SPD), mais rejoint Les Verts en 1985. Lorsque ceux-ci sont exclus du gouvernement de Basse-Saxe en 1994, elle en démissionne et retourne au SPD.

### Carrière en Basse-Saxe
Elle est élue conseillère municipale de Schwülper, dans l'arrondissement de Gifhorn, en 1985, et n'accomplit qu'un seul mandat de cinq ans. En 1990, en effet, elle est nommée secrétaire d'État du ministère régional de l'Éducation de Basse-Saxe, à la suite de l'arrivée au pouvoir d'une coalition rouge-verte menée par le social-démocrate Gerhard Schröder. À la suite des élections de 1994, le SPD remporte la majorité absolue au Landtag et met fin à son alliance avec les écologistes, ce qui la pousse à rejoindre les sociaux-démocrates afin de conserver son poste.
Renate Jürgens-Pieper est nommée ministre de l'Éducation de Basse-Saxe le 30 mars 1998, après la troisième victoire du SPD aux régionales. Lorsque Schröder cède son poste au ministre de l'Intérieur, Gerhard Glogowski, le 28 octobre suivant, elle est maintenue en fonction, tout comme quand Sigmar Gabriel prend la succession de Glogowski, le 15 décembre 1999. Il en fait même sa vice-ministre-présidente le 13 décembre 2000.
Contrainte à la démission avec l'arrivée au pouvoir d'une coalition noire-jaune le 4 mars 2003, elle se présente en 2006 aux élections municipales à Wolfsbourg, comme candidate au poste de maire, soumis à une élection au suffrage universel direct. Lors du premier tour, le 10 septembre, elle obtient 26,2 % des voix, mettant ainsi en ballottage le maire chrétien-démocrate sortant, Rolf Schnelleke. Ce dernier la bat nettement au second tour, quatorze jours plus tard, avec 60,4 % des suffrages.

### Arrivée à Brême
Le 29 juin 2007, à la suite de la formation d'une coalition rouge-verte dans le Land de Brême par le président du Sénat social-démocrate, Jens Böhrnsen, elle est choisie pour devenir la nouvelle sénatrice pour l'Éducation et la Science, en remplacement de Willi Lemke, promu sénateur pour l'Intérieur. Reconduite dans ses fonctions le 30 juin 2011, elle démissionne pour des raisons de conflit budgétaire le 13 décembre 2012.